# 程秉文
程秉文（1912年9月—2003年1月），直隶庆云人，中国政治人物，江苏省政协原副主席，中华全国工商业联合会执行委员会原常务委员，第四、五、六、七届全国政协委员。